# Le Chaudron infernal
 (juillet 2025).
Pour plus de détails, voir Fiche technique et Distribution.
Le Chaudron infernal est un film réalisé par Georges Méliès, sorti en 1903.

## Synopsis
En Enfer, deux démons font bouillir des gens dans un chaudron, afin d'en sortire leur âme.